# 安部徹
安部徹（1917年3月28日—1993年7月18日），日本電影演員。

## 電影作品
- 決戰（1944年）
- 戰艦大和（1953年）
- 力道山物語 怒濤の男（1955年）
- 嵐を呼ぶ男（1957年）
- 不知火検校（1960年）
- 殴り込み艦隊（1960年）
- 特別機動捜査隊（1963年）
- 特別機動捜査隊 東京駅に張り込め（1963年）
- 座頭市兇状旅（1963年）
- 新選組血風錄 近藤勇（1963年）
- 日本俠客傳（1964年）
- 大殺陣（1964年）
- 眠狂四郎炎情劍（1965年）
- 網走番外地（1965年）
- 網走番外地續集（1965年）
- 無法松的一生（1965年大映版）
- 浪曲子守唄（1966年）
- 兄弟仁義（1966年）
- 大魔神逆襲（1966年）
- 網走番外地 決斗零下30度（1967年）
- 眠狂四郎女地獄（1968年）
- 聯合艦隊司令長官 山本五十六（1968年）
- 新網走番外地 流人岬的血斗（1969年）
- 日本海大海戰（1959年）
- 激動的昭和史 軍閥（1970年）
- 虎！虎！虎！（1970年，美國20世紀福斯出品）
- 獨臂刀大戰盲劍客（1971年）
- 聯合艦隊 (電影)（1981年）
- 道頓堀川（1982年）